# Basil Goulandris
Basil P. Goulandris (auch Vassilis, Βασίλειος Γουλανδρής; * 6. September 1913 in Andros (Griechenland); † 27. April 1994 in Athen) war ein griechischer Reeder und Kunstsammler.

## Karriere

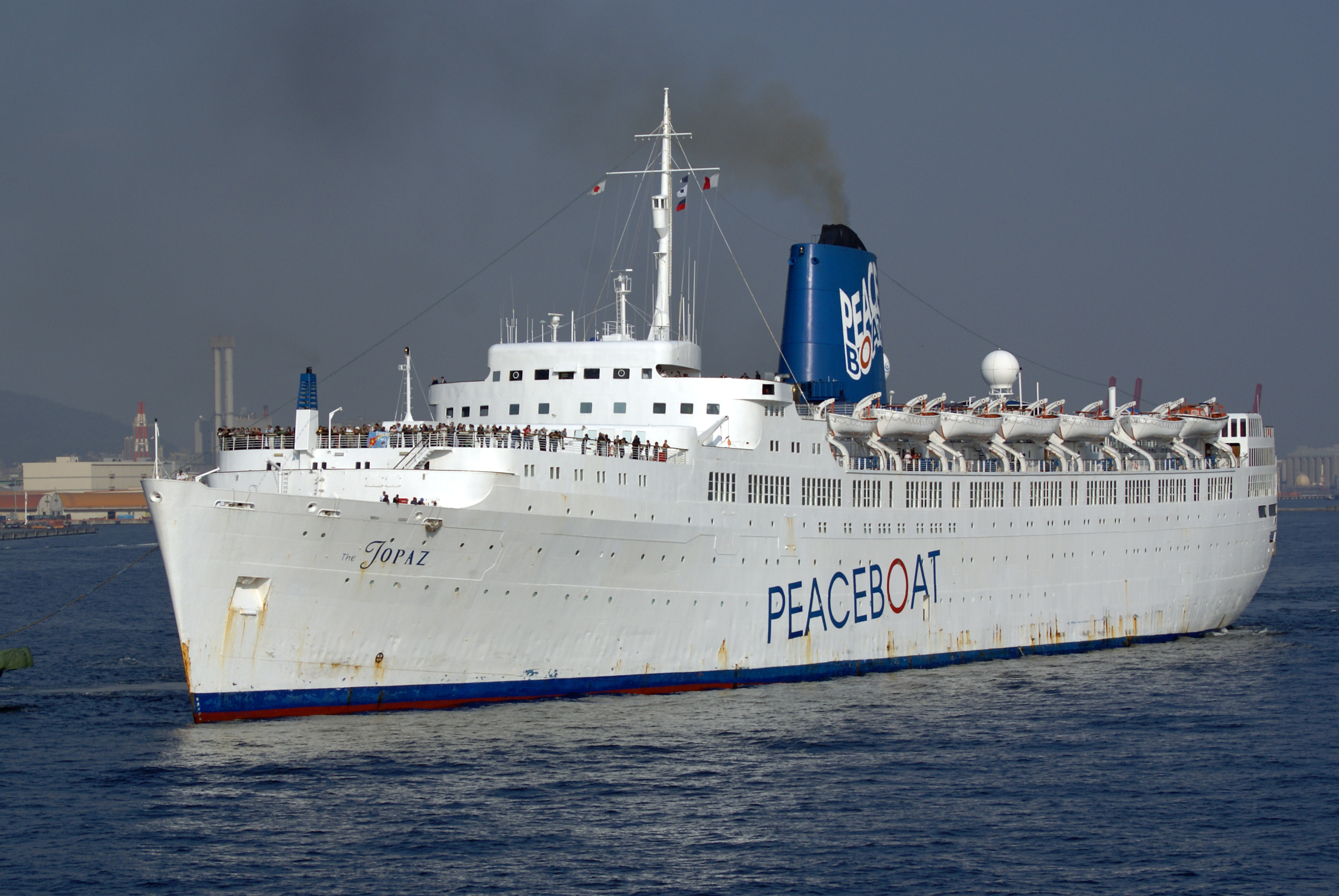
Die Queen Anna Maria lief 1965 bis 1975 für die Greek Line

Das Unternehmen von Goulandris Vater und dessen Brüdern bediente mit seinen Schiffen den Fährbetrieb in der Ägäis. Durch deutsche U-Boote verlor die Reederei die Schiffe Violando N. Goulandris, Frangoula B. Goulandris und George J. Goulandris. Basil Goulandris und seine Brüder John P., George P., Nicholas P. und Constantine P. Goulandris gründeten 1946 die Orion Shipping & Trading Co Inc., die in New York City saß und große Käufe von in den Vereinigten Staaten und Kanada gebauten Schiffen tätigte, unter anderem 50 Liberty-Frachter. Später gaben sie neue Tanker und Erzfrachter in Auftrag, zuerst in den USA und Kanada, später in Japan und Polen.
Basil, der in Griechenland und in der Schweiz studiert hatte, übernahm 1950 nach dem Tod des Bruders John die Führung in dem Familienunternehmen, das seinen Sitz in New York City genommen hatte. 1958 verfügten sie über 82 Schiffe und waren damit die zweitgrößte griechische Reederei. Im Jahr 1975 war Orion die größte griechische Reederei. Die Brüder gründeten zusätzlich die Capeside Steamship Co Ltd in London und die United Shipping & Trading Company of Greece in Piräus (1974). In den 1980er Jahren waren Basil Goulandris Brüder bereits verstorben und er leitete das Unternehmen gemeinsam mit seinen Neffen Peter J. Goulandris, Peter G. Goulandris und Peter N. Goulandris von Griechenland aus.
Goulandris war Mitglied im Verwaltungsrat des American Bureau of Shipping.

## Privatleben
Goulandris war der Sohn von Peter J. Goulandris und Chrysa Dambassi. Er hatte vier Brüder und eine Schwester.
Basil Goulandris war mit Elise Karadontis (1917–2000) verheiratet, das Paar war kinderlos. Im hohen Alter erkrankte er an Parkinson, was ihn seit Ende der 1980er Jahre in seinen Handlungen schwer beeinträchtigte. In Frankreich wurde er 1981 zum Ritter der französischen Ehrenlegion, 1986 zum Offizier und außerdem 1983 zum Commandeur des Ordre des Arts et des Lettres ernannt. In Griechenland erhielt er 1956 den Orden Georgs I. sowie andere Auszeichnungen.
Goulandris starb 1994 und hinterließ kein Testament. Nach dem Tod seiner Frau Elise Goulandris begann ein Rechtsstreit um das Erbe der Kunstsammlung, deren Wert auf 3 Milliarden US-Dollar geschätzt wurde, unter den Neffen und Nichten des Paares. Im Zuge der Klage und der Veröffentlichung der Panama Papers 2016, kam der Verkauf von 83 Kunstwerken an eine panamaische Offshore-Firma im Besitz von Basil Goulandris Schwester Doda Voridis ans Licht, dessen Legitimität eine Erbin anfocht. Der Rechtsstreit wurde 2018 beigelegt.

## Kunstsammlung

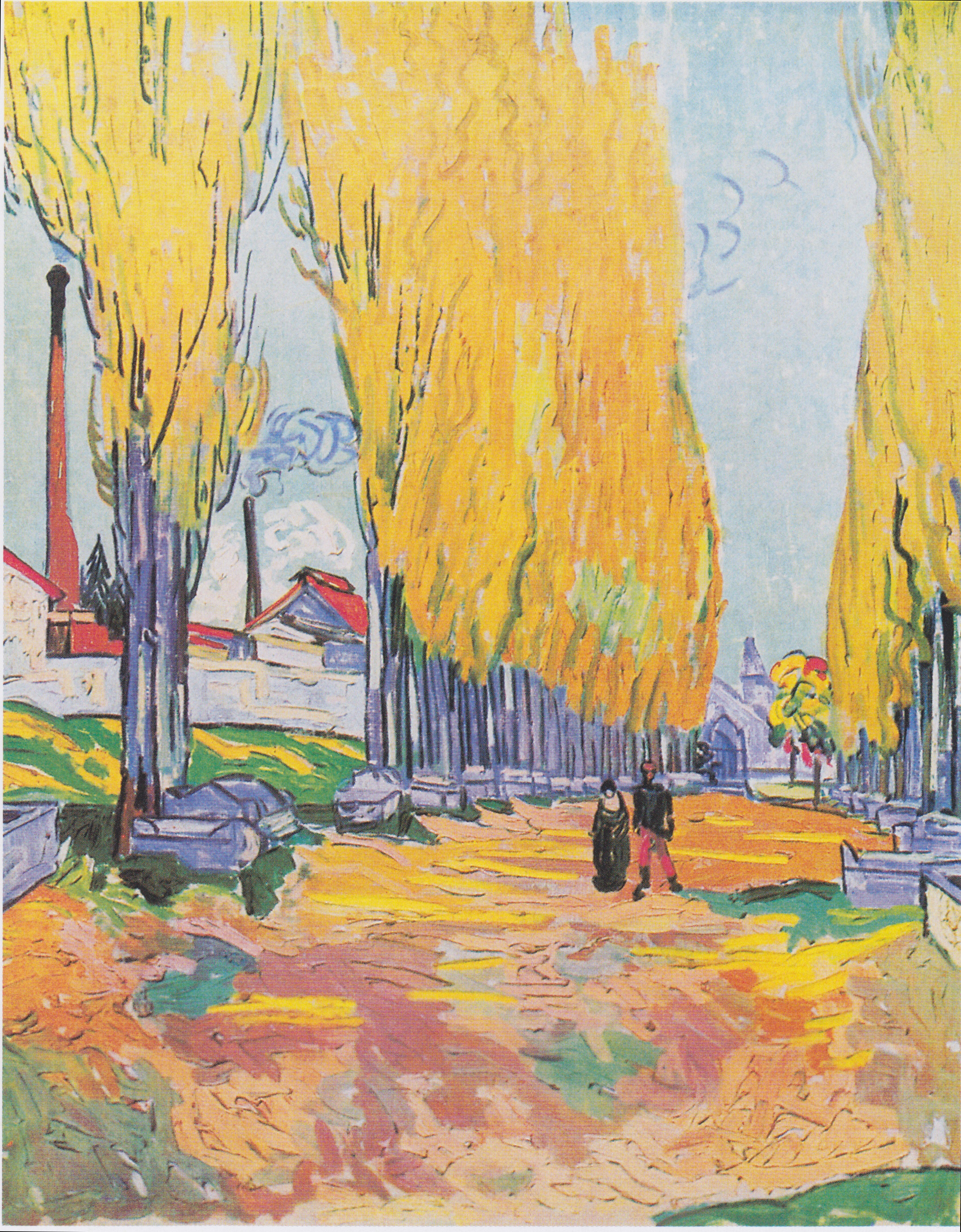
Vincent van Gogh: Les Alyscamps in der Sammlung Basil und Elise Goulandris

Goulandris begann zusammen mit seiner Frau in den 1950er Jahren mit dem Aufbau einer Kunstsammlung. Zu den vielbeachteten Ankäufen gehörte 1957 der Erwerb des Gemäldes Stillleben mit Pampelmusen von Paul Gauguin für 255.000 US-Dollar, seinerzeit ein Rekordpreis für ein Werk des Künstlers. Zu den weiteren bekannten Werken der Sammlung gehört die Ansicht Les Alyscamps von Vincent van Gogh. In der Sammlung finden sich zudem Gemälde und Plastiken von Francis Bacon, Balthus, Pierre Bonnard, Georges Braque, Paul Cézanne, Edgar Degas, Max Ernst, Alberto Giacometti, Wassily Kandinsky, Paul Klee, Fernand Léger, Joan Miró, Richard Lin, Claude Monet, Jackson Pollock, Auguste Rodin und Henri de Toulouse-Lautrec. 1979 wurde die Basil & Elise Goulandris Stiftung und das Museum für moderne Kunst auf Andros gegründet. Ein für die Sammlung in Athen von der Goulandris-Stiftung geplanter Museumsbau des Architekten Ieoh Ming Pei scheiterte an antiken Funden im Baugrund. Viele Jahre befanden sich die Werke der Sammlung Goulandris in der Schweiz, im Winter in seinem Chalet in Gstaad und im Sommer in einer Villa in Lausanne. Einzelne Werke wurde zeitweise zu Ausstellungen ausgeliehen. Nach dem Tod des Sammlers und seiner Frau ist die Kunstsammlung seit 2019 im Museum der Basil & Elise Goulandris Foundation in Athen zu sehen.
Im Dezember 2022 reichten die Nachkommen der jüdischen Kunstsammlerin Hedwig Stern Klage gegen das Metropolitan Museum of Art ein, das 1972 van Goghs Gemälde Olivenpflücker an Goulandris verkauft hatte. Laut Anklage wusste das Museum, dass das Gemälde während der Zeit des Nationalsozialismus unrechtmäßig aus Sterns Besitz verkauft worden war, und versuchte, sich durch den Verkauf an Goulandris seiner Verantwortung für die Restitution zu entziehen.